# Denis Dumitrașcu
Denis Constantin Dumitrașcu (sinh ngày 27 tháng 4 năm 1995) là một cầu thủ bóng đá người România thi đấu ở vị trí hậu vệ cho Chindia Târgoviște. Sinh ra ở Râmnicu Vâlcea, Dumitrașcu khởi đầu sự nghiệp tại câu lạc bộ địa phương, CSM Râmnicu Vâlcea thi đấu 50 trận và ghi 1 bàn trong 3,5 mùa giải tại Liga II.